# Mormopterus kalinowskii
El murciélago de Kalinowski (Mormopterus kalinowskii) es una especie de murciélago
sudamericano de pequeño tamaño que habita en Chile y Perú.
Es insectívoro. Su mayor actividad es durante la noche.

## Descripción
Como otros miembros de la familia Molossidae, poseen un uropatagio incompleto, por lo que su cola queda “libre”.
Tiene una envergadura alar de 17 cm.

## Distribución y hábitat
En Chile se encuentra en la XV Región de Arica y Parinacota.
.
Son gregarios, formando grandes colonias.